# Sobarocephala fascipennis
Sobarocephala fascipennis är en tvåvingeart som beskrevs av Axel Leonard Melander 1924. Sobarocephala fascipennis ingår i släktet Sobarocephala och familjen träflugor.
Artens utbredningsområde är Panama. Inga underarter finns listade i Catalogue of Life.